# Фёдоров, Николай Иванович
Николай Иванович Фёдоров (26 ноября 1932, Творогово, Московская область — 11 января 1997, Николаев) — советский передовик производства в электронной промышленности. Герой Социалистического Труда (1981).

## Биография
Родился 26 ноября 1932 года в деревне Творогово Кимрского района Тверской области в семье служащего.
В 1941 году во время Великой Отечественной войны отец Н. И. Фёдорова погиб на фронте. С 1944 года, не окончив обучение в школе, Н. И. Фёдоров начал работать в совхозе.
С 1948 по 1950 годы обучался в Кимрском ремесленном училище. С 1950 года после его окончания и получения квалификации слесаря 5-го разряда, был направлен в город Николаев Украинской ССР на Черноморский судостроительный завод Министерства судостроительной промышленности СССР.
С 1954 по 1958 годы проходил службу в ВМФ СССР на Черноморском флоте — старшина второй статьи. С 1958 года после увольнения в запас Н. И. Фёдоров начал работать слесарем на Южном турбинном заводе Министерства тяжёлого машиностроения СССР, занимался изготовлением газотурбинных установок для Военно-Морского Флота.
с 1965 года Н. И. Фёдоров перешёл на Николаевский трансформаторный завод Министерства электронной промышленности СССР работал — слесарем-механиком сборочных работ в цехе № 50, на протяжении многих лет возглавлял бригаду, которая была одной из лучших не только на заводе, но и среди остальных предприятий, входящих в МЭП СССР. Предприятие занималось производством комплектующих изделий к новейшим системам вооружения и приборам, используемым в освоении космического пространства.
В 1971 и в 1976 году Указом Президиума Верховного Совета СССР «за выдающиеся трудовые достижения и успешное выполнение заданий восьмой (1965—1970) и девятой (1971—1975) пятилеток» Н. И. Фёдоров награждался Орденом Октябрьской революции и Орденом Ленина.
Бригада под руководством Н. И. Фёдорова выступила инициатором соревнования за выполнение заданий десятой пятилетки (1976—1980) за три с половиной года и свою инициативу выполнила полностью.
10 марта 1981 года «закрытым» Указом Президиума Верховного Совета СССР «за большие заслуги в досрочном выполнении заданий десятой пятилетки и значительный вклад в повышение эффективности производства» Николай Иванович Фёдоров был удостоен звания Героя Социалистического Труда с вручением Ордена Ленина и золотой медали «Серп и Молот».
Продолжал работать на предприятии до 1993 года. В 1993 году ушёл на заслуженный отдых. Жил в городе Николаеве. Умер 11 января 1997 года, похоронен на Мешковском кладбище.

## Награды
- Медаль «Серп и Молот» (10.03.1981)
- Орден Ленина (29.03.1976, 10.03.1981)
- Орден Октябрьской революции (26.04.1971)

### Память
- В 2000 году на Флотском бульваре города Николаева на стеле Героев было высечено имя Н. И. Фёдорова